# Outro (hudba)
Outro (též outtro) je anglicismus a český slangový výraz z hudební terminologie pro kratší instrumentální skladbu uzavírající celé album nebo koncert. Jde o opak Intra (otevírací pasáž).